# François de La Varenne

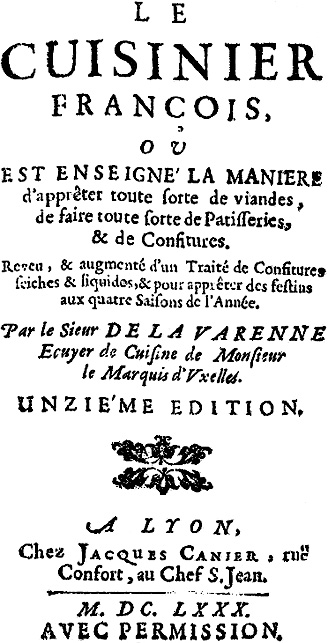
Strona tytułowa Le cuisinier françois

François Pierre de la Varenne (ur. 1618 w Dijon, zm. 1678) – pochodzący z Burgundii francuski mistrz kuchni i autor książek kucharskich.
Niewiele informacji o życiu de la Varenne'a wydaje się pewnych. Zawarta w jego dziele dedykacja dla markiza d'Huxelles i gubernatora Chalon-sur-Saône sugeruje, że wcześniej gotował na jego dworze. Był kojarzony także z kuchnią Marii Medycejskiej. 
Wydane w 1651 przez La Varenne'a dzieło Kucharz francuski (Le Cuisinier françois) stało się obok prac Nicholasa de Bonnefons i François Massialota jednym z kanonicznych tekstów francuskiej kultury kulinarnej. Dzieło zrywa z włoską tradycją, dominującą na stołach Francji od XVI w. Miejsce obficie przyprawianej, aromatycznej kuchni zajmują dania, w których dominują własne aromaty wykorzystanych składników. Smak dawnych potraw, nasyconych aromatem imbiru, kardamonu i cynamonu zaczynają określać dodatki ziołowe - pietruszka, tymianek, wawrzyn. Pogardzane wcześniej warzywa – kalafior, groszek i ogórek stają się "pełnoprawnymi" składnikami potraw. Nowy smak potraw podkreśla przygotowanie mięsa tak, aby wydobyć z niego maksimum smaku.
Zasługą La Varenne'a jest nie tylko wprowadzenie na stoły dań kojarzonych dziś powszechnie z kuchnią francuską (sos beszamelowy, bisque), ale także wykorzystanie nowych technik przygotowania potraw (duszenie na małym ogniu, zagęszczanie). Dzieło jest oparte na jasnych zasadach przygotowania potraw i na tle innych dzieł z epoki nosi cechy systematycznej kodyfikacji zasad kulinarnych.
Kontynuacją dzieła z 1651 stał się wydany dwa lata później Le Pâtissier françois, będący pierwszym francuskim dziełem poświęconym w całości wypiekom. Już w 1653 w Amsterdamie ukazało się pierwsze "pirackie" wydanie Kucharza francuskiego. Do 1815 dzieła Varenne'a doczekały się ponad 250 wydań, w łącznym nakładzie ponad 250 tys. egzemplarzy.

## Dzieła
- 1653: Le Cuisinier françois, enseignant la maniere de bien apprester & assaisonner toutes sortes de viandes, grasses & maigres, legumes, & patisseries en perfection, &c. Reveu, corrigé, & augmenté d'un traitté de confitures seiches & liquides, & autres delicatesses de bouche. Ensemble d'une table alphabetique des matieres qui sont traittées dans tout le livre.
- 1653: Le Pâtissier françois.
- 1664: Le Parfaict Confiturier.
- 1668: L’École des ragoûts.